# Speyeria idalia
Speyeria idalia är en fjärilsart som beskrevs av Dru Drury 1773. Speyeria idalia ingår i släktet Speyeria och familjen praktfjärilar. Inga underarter finns listade i Catalogue of Life.

## Bildgalleri

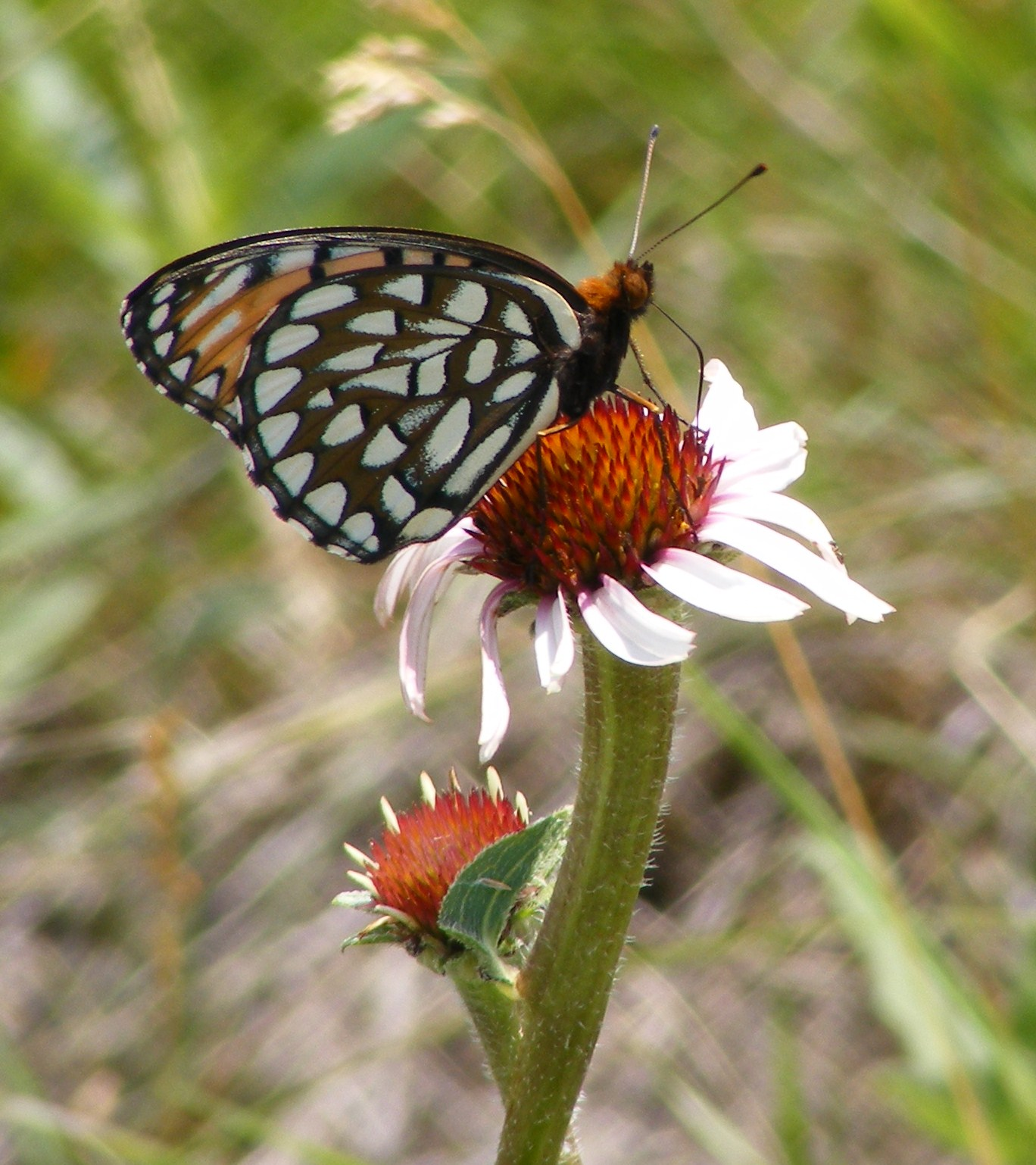
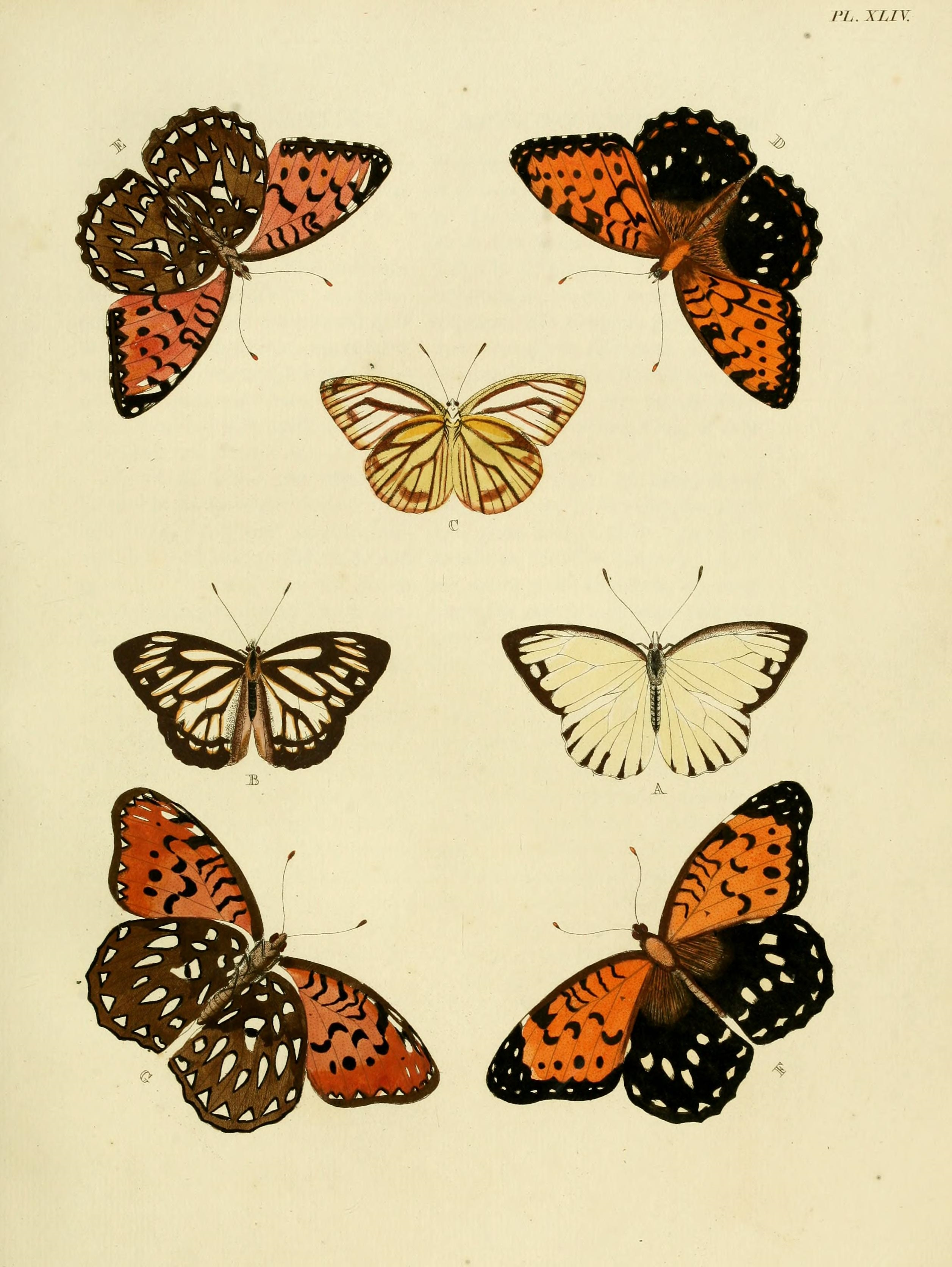
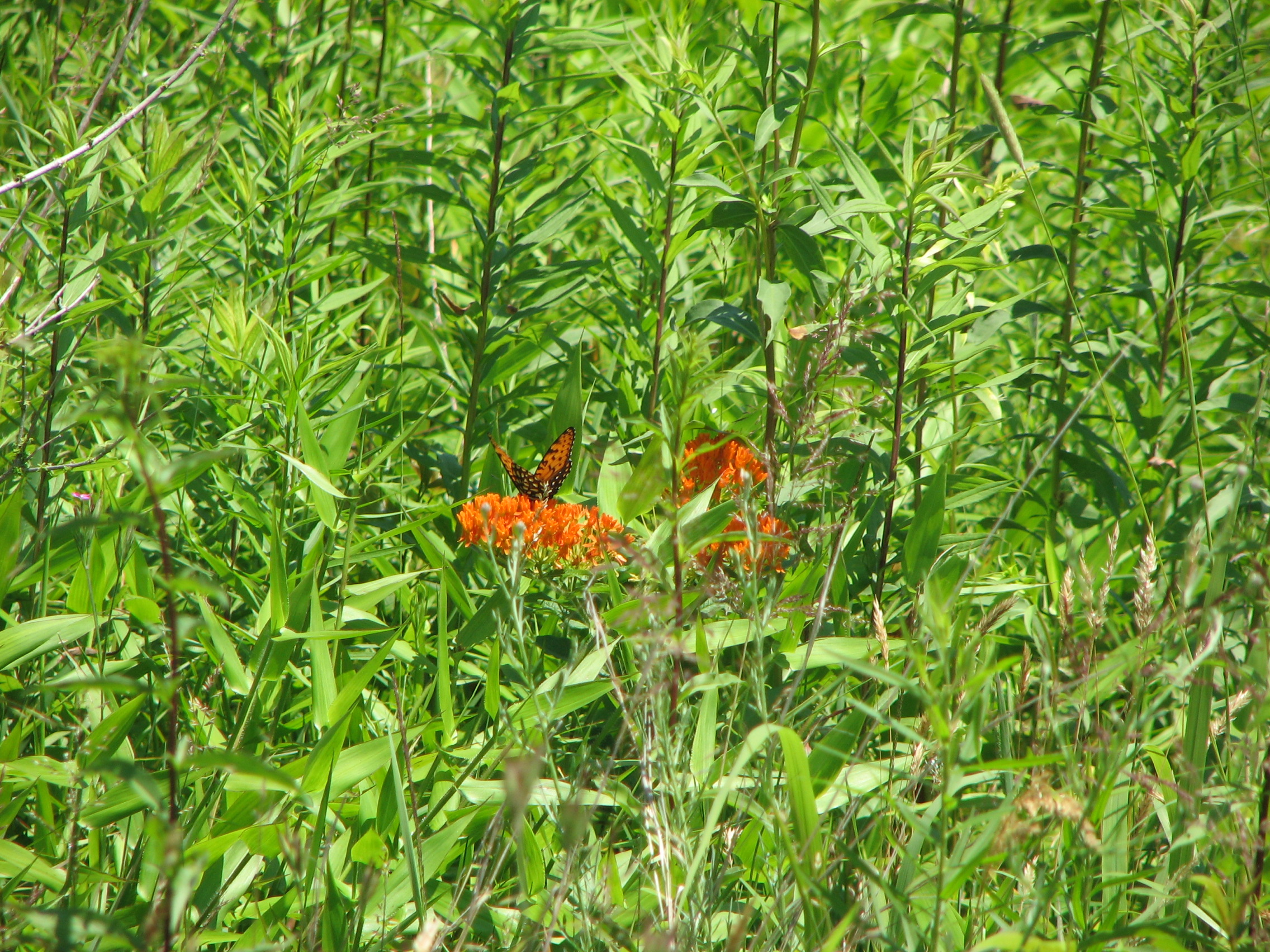
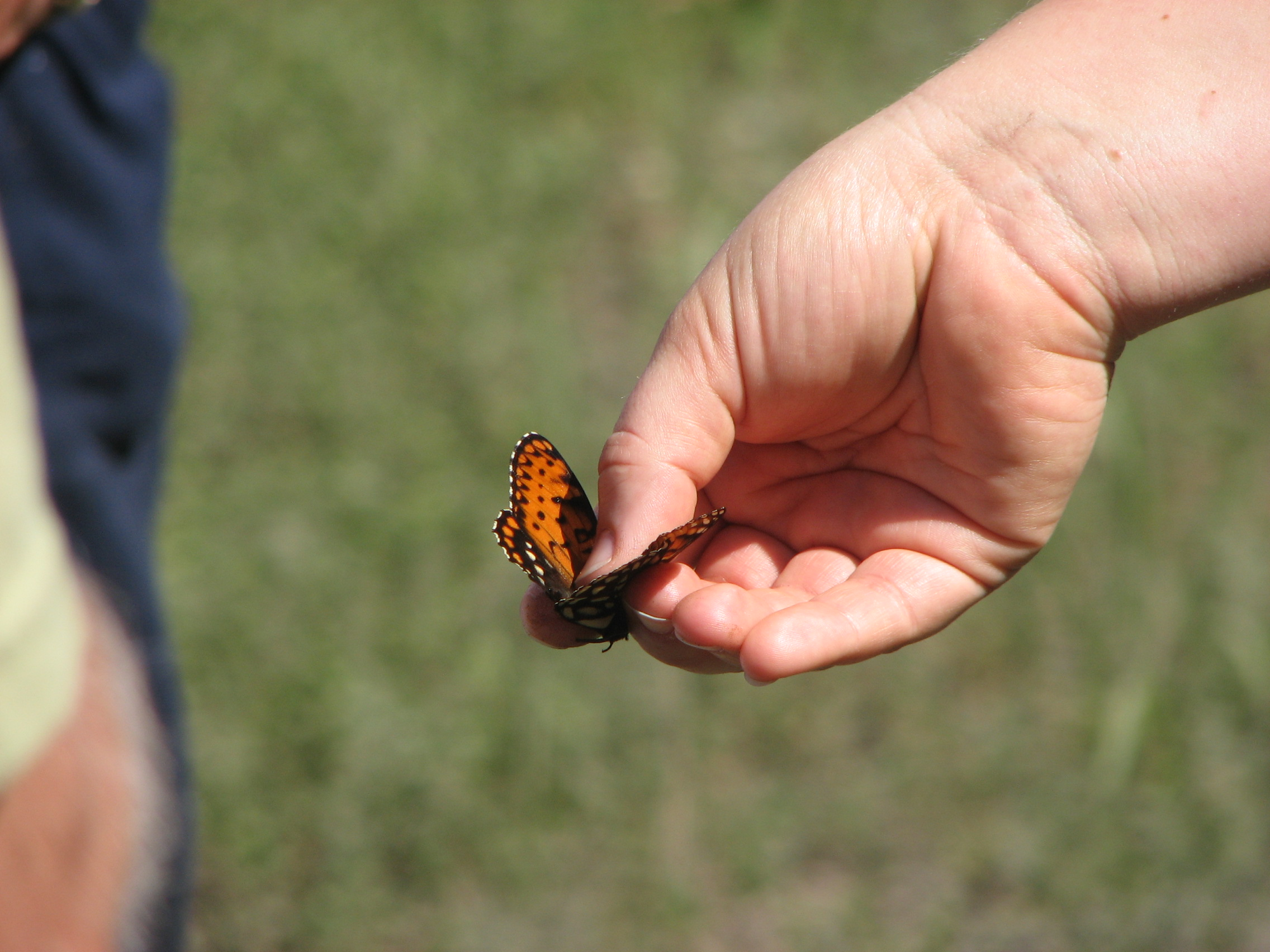
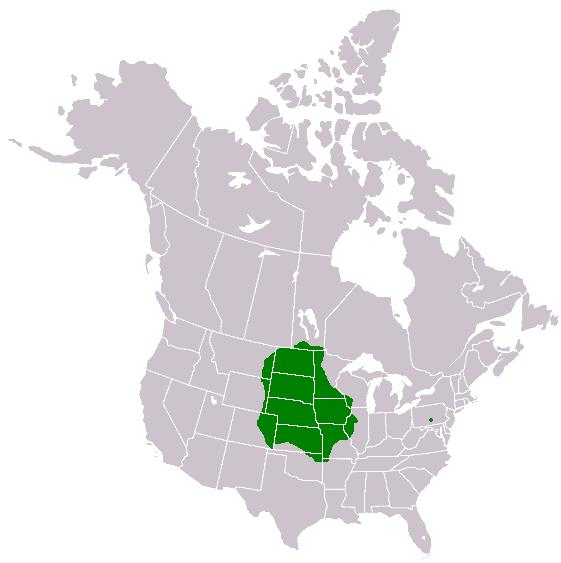
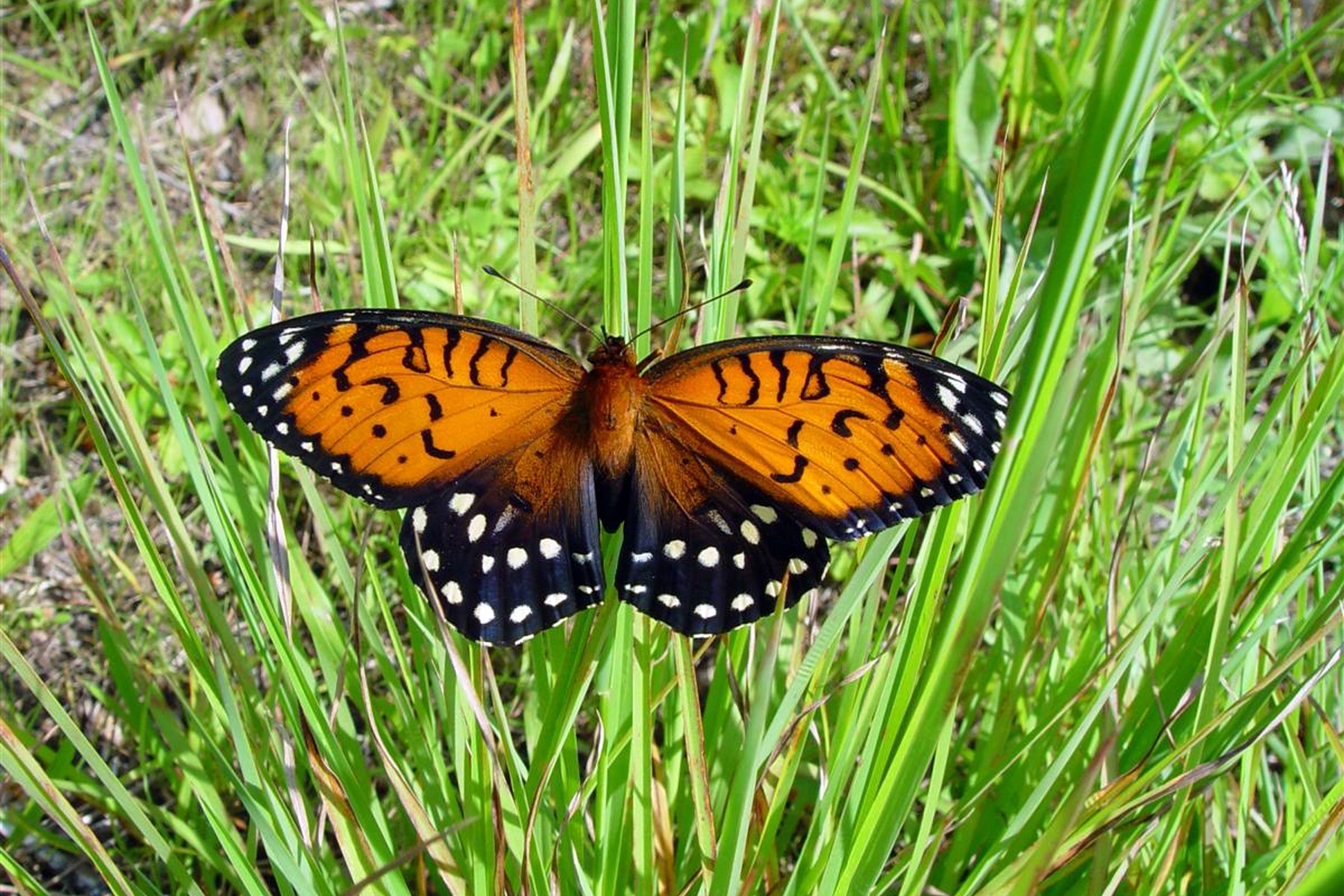